# Pflanzenöle

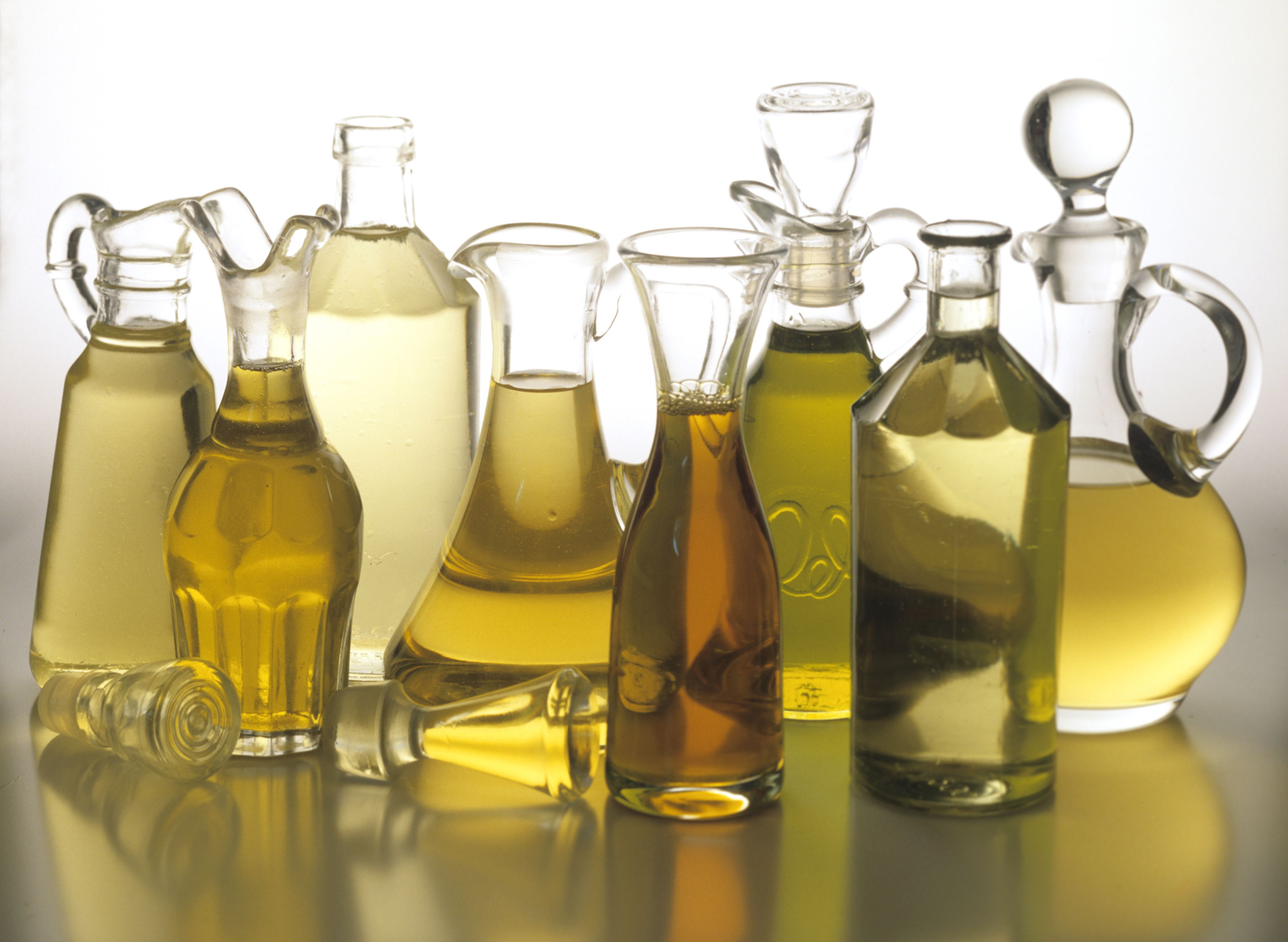
Verschiedene Pflanzenöle

Pflanzenöle (oder pflanzliche Öle) sind aus den verschiedenen Teilen von Ölpflanzen gewonnene fette Öle (Lipide), im Gegensatz zu den ätherischen Ölen, die kein Fett enthalten und rückstandsfrei verdampfen.
Sojaöl und Traubenkernöl werden aus pflanzlichen Samen, Olivenöl, Palmöl und Reiskleieöl werden aus anderen Pflanzenteilen gewonnen. Viele Pflanzenöle sind Nahrungsmittel, einige andere, wie Rizinusöl, haben pharmazeutische Bedeutung.

## Zusammensetzung

Strukturformel von Glycerin

Chemische Struktur für eines von vielen Triglyceriden in Pflanzenölen. Der blau markierte Fettsäurerest ist gesättigt, der grün markierte ist einfach, der rot markierte dreifach ungesättigt. Im Zentrum ist schwarz das dreifach acylierte Glycerin erkennbar. Öle enthalten einen höheren Anteil an essentiellen Fettsäureresten (= ungesättigte Fettsäurereste) als Fette.

Pflanzenöle sind Ester des Glycerins (synonym: Glycerol) mit Fettsäuren, sogenannte Triglyceride.
Pflanzliche Öle und Fette bestehen zu circa 98 % aus gemischten Triglyceriden. Diglyceride sind nur in geringen Mengen um die 3 % enthalten, Monoglyceride nur in Spuren (1 %). Die für den Aufbau wichtigsten Fettsäuren sind:
- Ölsäure C17H33COOH,
- Linolsäure C17H31COOH und
- Linolensäure C17H29COOH.

Pflanzenöle enthalten anders als tierische Öle und Fette kein Cholesterin, stattdessen aber bis zu 65 % Linolensäure und viel Vitamin E.
Die Abgrenzung zu den Pflanzenfetten ist die Fließfähigkeit, Pflanzenöle sind bei Raumtemperatur (ca. 20 °C) flüssig. Frisch gewonnene Pflanzenöle enthalten – anders als vielfach angenommen – keine freien Fettsäuren, die Fettsäuren liegen praktisch ausschließlich als Tri- oder Diester des Glycerins vor. Überlagerte, verdorbene Pflanzenöle niedriger Qualität enthalten oft freie Fettsäuren.

## Geschichte
Pflanzenöle sind seit Jahrtausenden Teil der menschlichen Ernährung und Kultur. Mohnsamen, Raps, Leinsamen, Mandelöl, Sesamsamen, Saflor und Baumwollsamen wurden seit mindestens dem Bronzezeitalter im Mittleren Osten und Zentralasien verwendet. Die Phönizier brachten 2000 v. Chr. den Ölbaum aus dem Nahen Osten nach Griechenland. Die Griechen brachten ihn dann nach Italien, wo er auch bei den Römern eine wichtige Rolle spielte.
Pflanzliche Öle wurden als Brennstoff zum Anzünden, Kochen, für medizinische Zwecke und zur Schmierung verwendet.
In China wurde während der Song-Dynastie (960–1279), Pflanzenöl anstelle von tierischen Fetten zum Wok-Frittieren verwendet.
Palmöl ist in den west- und zentralafrikanischen Ländern seit langem bekannt, und europäische Händler, die mit Westafrika Handel trieben, kauften gelegentlich Palmöl zur Verwendung als Speiseöl in Europa, und es war während der industriellen Revolution in Großbritannien von britischen Händlern als industrielles Schmiermittel für Maschinen sehr begehrt. Palmöl bildete die Grundlage von Seifenprodukten wie der „Sonnenlicht-Seife“ (engl. Sunlight Soap) der Gebrüder Lever (heute Unilever) und der amerikanischen Marke Palmolive, und um 1870 stellte Palmöl den Hauptexport einiger westafrikanischer Länder dar.

## Wirtschaftliche Bedeutung

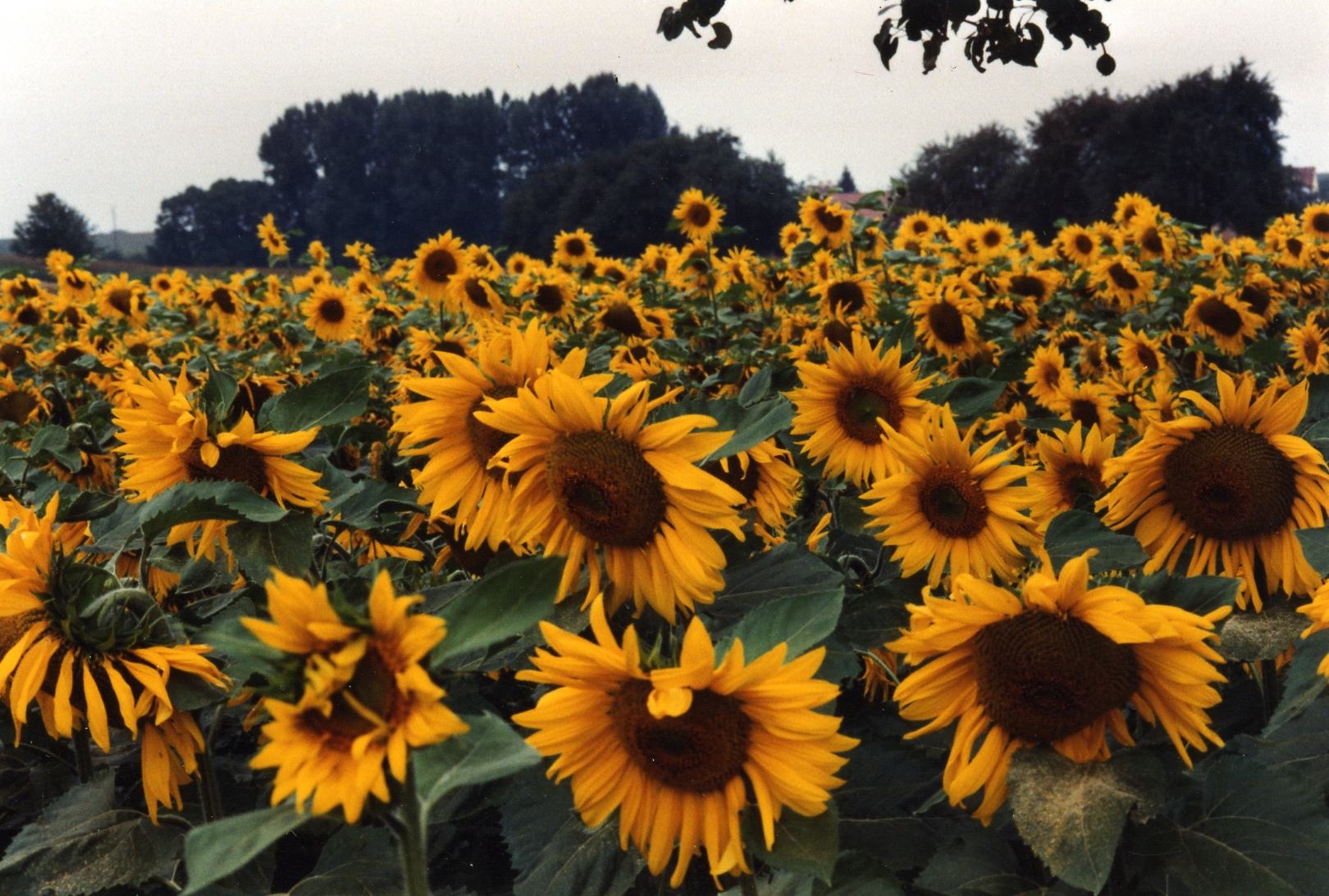
Sonnenblumen sind in Europa die kommerziell wichtigsten Ölpflanzen

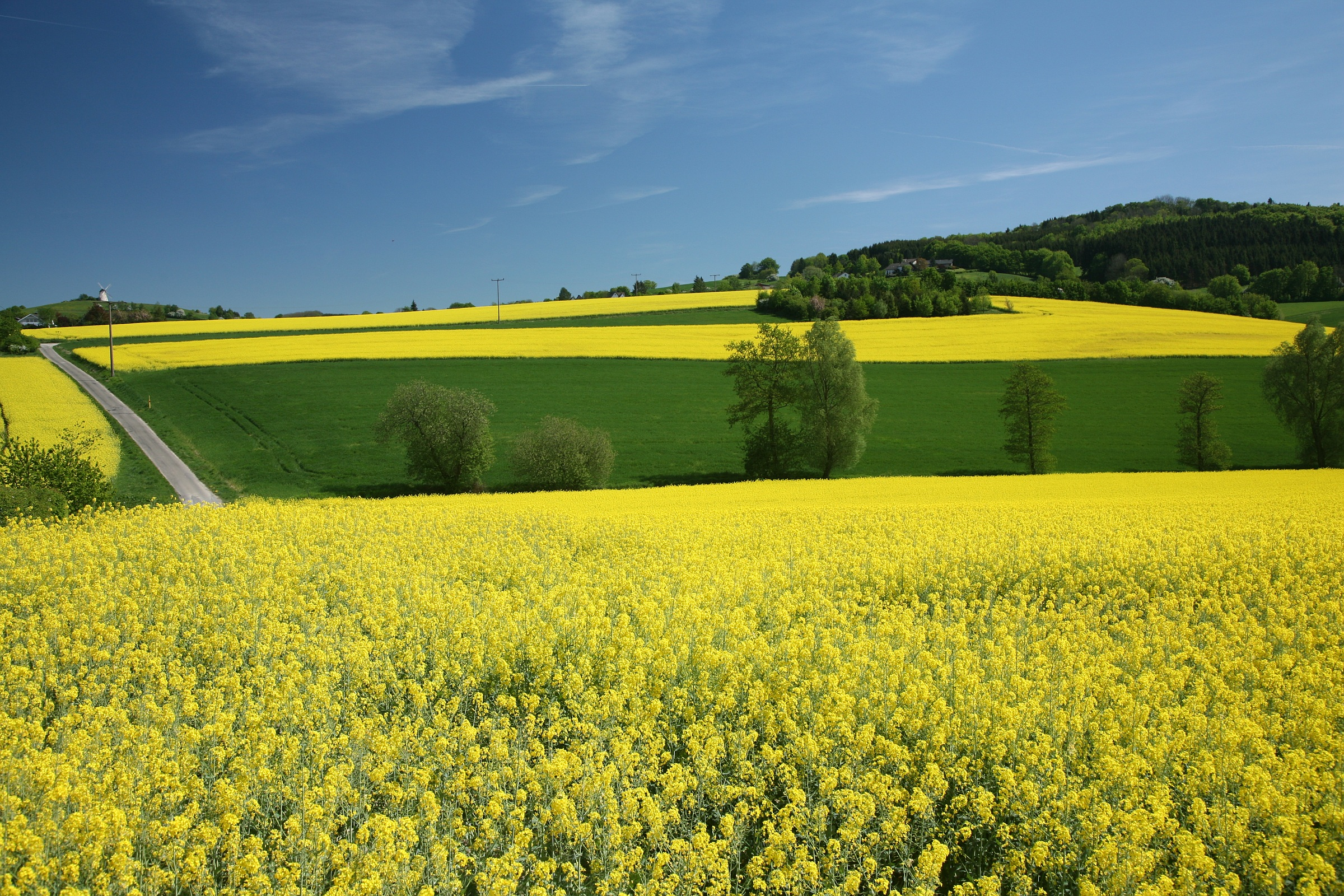
Raps steht in Europa als Ölpflanze an zweiter Stelle

2021 wurden laut der Ernährungs- und Landwirtschaftsorganisation der Vereinten Nationen (FAO) weltweit 215.022.453 Tonnen Pflanzenöle produziert.
Folgende Tabelle gibt eine Übersicht über die Produktion der 13 wichtigsten Pflanzenölen weltweit.
| Rang | Pflanzenöl      | Menge (in t) |
| ---- | --------------- | ------------ |
| 1    | Palmöl          | 80.584.557   |
| 2    | Sojaöl          | 61.571.661   |
| 3    | Rapsöl          | 26.584.923   |
| 4    | Sonnenblumenöl  | 18.495.060   |
| 5    | Palmkernöl      | 7.991.699    |
| 6    | Erdnussöl       | 4.749.601    |
| 7    | Baumwollsamenöl | 4.305.035    |
| 8    | Olivenöl        | 3.348.154    |
| 9    | Maiskeimöl      | 2.914.799    |
| 10   | Kokosnussöl     | 2.701.940    |
| 11   | Sesamöl         | 1.015.401    |
| 12   | Leinöl          | 699.951      |
| 13   | Distelöl        | 59.673       |
|      | Summe           | 215.022.453  |

Ein wichtiges Maß für die Auswahl der Pflanzen ist der Ölertrag, das heißt der jährliche Ertrag an Öl pro Anbaufläche.

## Herstellung
Zur Herstellung von Pflanzenölen siehe Ölmühle.
Die Pflanzenöle werden durch verschiedene Verfahren gewonnen:
- Pressen (Kaltpressen, Heißpressen)
- Extraktion mit Lösungsmitteln (Hexan, Petrolether; früher Benzol, Benzin, Schwefelkohlenstoff u. a.)
- Extraktion mit Superkritischen Fluiden (Supercritical Fluid Extraction = SFE) (CO2)
- Eine Unterstützung durch Mikrowellen oder Ultraschall ist bei allen Press- und Extraktionsverfahren möglich.[7]
- Reinigung/Raffination mit Alkalien

Pflanzenöle enthalten oft einen höheren Anteil an ungesättigten Fettsäureresten als tierische Fette, weshalb bei starker Erhitzung trans-Fettsäuren entstehen können.

### Hefeöl als Ersatzstoff
Auf kohlenhydrathaltigem Substrat wachsende Hefen lagern bei bestimmten Umgebungsbedingungen Öl ein, dessen Zusammensetzung sich durch Auswahl der Hefestämme verschiedenen pflanzlichen Ölen anpassen lässt.
Als Ersatzlebensmittel für tierische Fette wurde in Deutschland bereits ab dem Kriegsjahr 1916 Fett aus Zuchthefen gewonnen.
Um 1970 wurde in den USA Kakaobutter durch Hefefett ersetzt. Hefeöle lassen sich nachhaltig produzieren. Solange es noch keine großindustriellen Anlagen zur Herstellung gibt, ist der Preis jedoch relativ hoch. Die Technische Universität München hat bereits Brotreste verwendet, um daraus Hefeöl zu produzieren.

## Eigenschaften
Die Pflanzenöle unterscheiden sich aufgrund ihrer unterschiedlichen Zusammensetzung in einer Vielzahl von Eigenschaften. Diese werden mit einer Reihe von Kennwerten (Fettkennzahlen) bestimmt. Es werden auch verschiedene Kontaminationen gemessen.

### Härtende und nicht härtende Öle
Härtende Öle werden häufig auch als trocknende Öle sowie gelegentlich als oxidierende, vernetzende oder verharzende Öle bezeichnet.
Der Begriff „Trocknung“ bezeichnet hierbei nicht Verdunstung, sondern das durch Oxidation mit Sauerstoff und anschließende Polymerisation (Vernetzung) der ungesättigten Fettsäuren bedingte Verdicken („Verharzen“) des Öls. Durch Zusatz von Sikkativen (von lateinisch siccus ‚trocken‘), häufig Cobalt-, Mangan- und Zirconiumoctoate, kann dies beschleunigt werden.
In Verbindung mit Pigmenten werden trocknende Öle als Ölfarben sowie unter Zusatz von Harzen als Öllacke verwendet.
Halbölen sowie häufig auch sonstigen Ölfarben werden Lösungsmittel zugesetzt, die das Öl verdünnen und die Verarbeitbarkeit verbessern. Durch das Verdunsten der Lösungsmittel kommt es in diesem Fall zur physikalischen Trocknung der Farbe zusätzlich zur chemischen Vernetzung des Öls.
Mit zunehmendem Anteil an ungesättigten Fettsäureresten unterscheidet man zwischen nicht trocknenden (z. B. Olivenöl) Iodzahl < 100, halb trocknenden (z. B. Soja- oder Rapsöl) Iodzahl 100–170 und trocknenden Pflanzenölen (z. B. Lein- oder Mohnöl) Iodzahl > 170.
Trocknende Öle härten völlig aus. Der Zeitraum bis zur Aushärtung liegt je nach Schichtdicke und Art des Öls zwischen einigen Stunden, bis mehreren Monaten oder Jahren. Einige Öle wie das Leinöl benötigen zum Aushärten eine gewisse Menge Licht. Unter völligem Lichtabschluss, wie etwa innerhalb von geschlossenen Schränken oder im Falz von Fenstern und Türen geliert das Öl zwar, härtet aber oft nicht vollständig aus.
Härtende Öle werden im Holzschutz und vielen anderen Bereichen als Bindemittel für Imprägnierungen, Malmittel und andere Beschichtungen sowie auch für Kitt, Spachtelmasse und Kunststoffe wie Linoleum eingesetzt.
Natürliche und künstliche Harze wie Alkydharz lassen sich in der Regel in jedem Verhältnis mit Ölen und Ölfarben mischen. Harze werden gelegentlich auch als modifizierte Öle bezeichnet.
Neben dem seit Jahrhunderten im Handwerk eingesetzten Leinöl werden zur Holzbehandlung auch viele andere Öle eingesetzt, die wie Holzöl und Standöl eine bessere Witterungsbeständigkeit bieten oder wie Walnussöl, Sojaöl, Sonnenblumenöl und Tallöl transparenter auftrocknen und nicht so stark vergilben wie Leinöl.
Die Vernetzung läuft in zwei Phasen ab. Im ersten Stadium nimmt das Öl eine größere Menge Sauerstoff auf und nimmt dabei an Volumen zu. Beim Lagern von härtenden Ölen sollte sich im Gefäß oberhalb des Öls nur ein geringes Luftvolumen befinden, damit das Öl nicht durch die beginnende Vernetzung geliert. Beim zweiten Stadium des Vernetzens kommt es zu einer Volumenabnahme. Hierbei können Risse in der Farbschicht auftreten.

#### Isolenöle
Bei den ungesättigten Ölen unterscheidet man zwischen Isolenölen mit isolierten Doppelbindungen und Konjuenölen mit konjugierten Doppelbindungen.
- Isolenöle: Leinöl, Sojaöl, Sonnenblumenöl, Distelöl, Rapsöl
- Konjuenöle: Tungöl, Oiticicaöl, Rizinusöl, isomerisierte Isolenöle
- andere Öle: Tallöl

### Spreitwert
Der Spreitwert beschreibt das Verfließen eines Öls, er ist vor allem bei der Mischung von Ölen wichtig.

## Qualitätsmerkmale
Bei erhöhten Temperaturen und langer Lagerzeit nimmt die Qualität von Pflanzenölen ab, ein Teil der Triglyceride zersetzt sich und es bilden sich „freie Fettsäuren“. Dieser unerwünschte Alterungsprozess kann über die Bestimmung der Säurezahl gemessen werden.
Die Qualität von Pflanzenölen ist sowohl von der Art der Herstellung des Öls als auch dem Anbau der ölhaltigen Früchte und Saaten abhängig. Der Anbau der Ölpflanzen geschieht entweder im konventionellen Landbau oder im biologischen bzw. ökologischen Landbau.
Während im konventionellen Landbau chemische Pflanzenschutzmittel, Mineraldünger und Grüne Gentechnik zum Einsatz kommen, wird hierauf in der ökologischen Landwirtschaft verzichtet.
Zur Kennzeichnung von Ölen, die aus biologisch angebauten Früchten oder Saaten hergestellt und denen bei der Verarbeitung keine weiteren Zusatz- und Hilfsstoffe zugesetzt wurden, bedienen sich die Hersteller verschiedener Bio-Siegel. Raffinierte Öle erfüllen diese Kriterien nicht.
Bei allen unraffinierten Ölen ist die Qualität der Rohware entscheidend für Geschmack, Geruch, Farbe und Vitamingehalt. Bei raffinierten Ölen werden diese Eigenschaften unabhängig von der Qualität der Rohware verringert.

### Raffinierte Öle
Das Öl wird zunächst bei Temperaturen von über 100 °C heiß gepresst. Bei der chemischen oder physikalischen Raffination gehen wertvolle sekundäre Pflanzenstoffe, geschmackliche Eigenarten und die typische Farbe verloren. Das raffinierte Öl ist weitestgehend geschmacksneutral, von heller Farbe, lange haltbar und universell einsetzbar.

### Unraffinierte Öle
Die Rohware wird kalt gepresst, eine geringe Wärmezufuhr bei der Pressung bis ca. 60 °C ist möglich. Zur Steigerung der Haltbarkeit werden diese Öle teilweise gedämpft. Bei der Dämpfung werden wie bei der Raffination unerwünschte Begleitstoffe vermindert.

### Kalt gepresste Öle
Kalt gepresste Öle werden ohne Wärmezufuhr nur durch Druck oder Reibung in meist dezentralen Ölmühlen hergestellt. Auf die Pressung folgt meist eine Filtration. Die Öle enthalten alle Inhaltsstoffe. Diese haben positiven Einfluss auf die Qualitätskriterien wie Geschmack, Geruch, Farbe und Vitamingehalt.

### Native Öle
Native Öle sind naturbelassen und kalt gepresst ohne weitere Wärmezufuhr. (bei Olivenöl auch Virgin) Die kalte Pressung ohne Wärmezufuhr vermeidet Oxidation. Das Öl wird filtriert. Weder Öl noch Rohware werden vor- oder nachbehandelt, etwa durch Raffination, Dämpfung oder Rösten der Saat. Es bleiben alle Inhaltsstoffe erhalten. Der deutliche Frucht- oder Saatgeschmack, Geruch und intensive Farbe sind charakteristisch.

### Öle aus geschälter Saat
Die Saat wird in Schälmühlen von der Schale befreit. Die Kerne werden anschließend zu kalt gepresstem, nativem Öl weiterverarbeitet. Auf eine Raffination kann verzichtet werden. Das gewonnene Öl ist ein reines Kernöl. Wie bei den kalt gepressten oder nativen Ölen bleiben die Inhalts- und Geschmacksstoffe sowie die Vitamine erhalten. Durch die Schälung werden unerwünschte Geschmacksbeeinträchtigungen und Trübungen, die von den Schalen ausgehen, vermindert.

## Verwendung

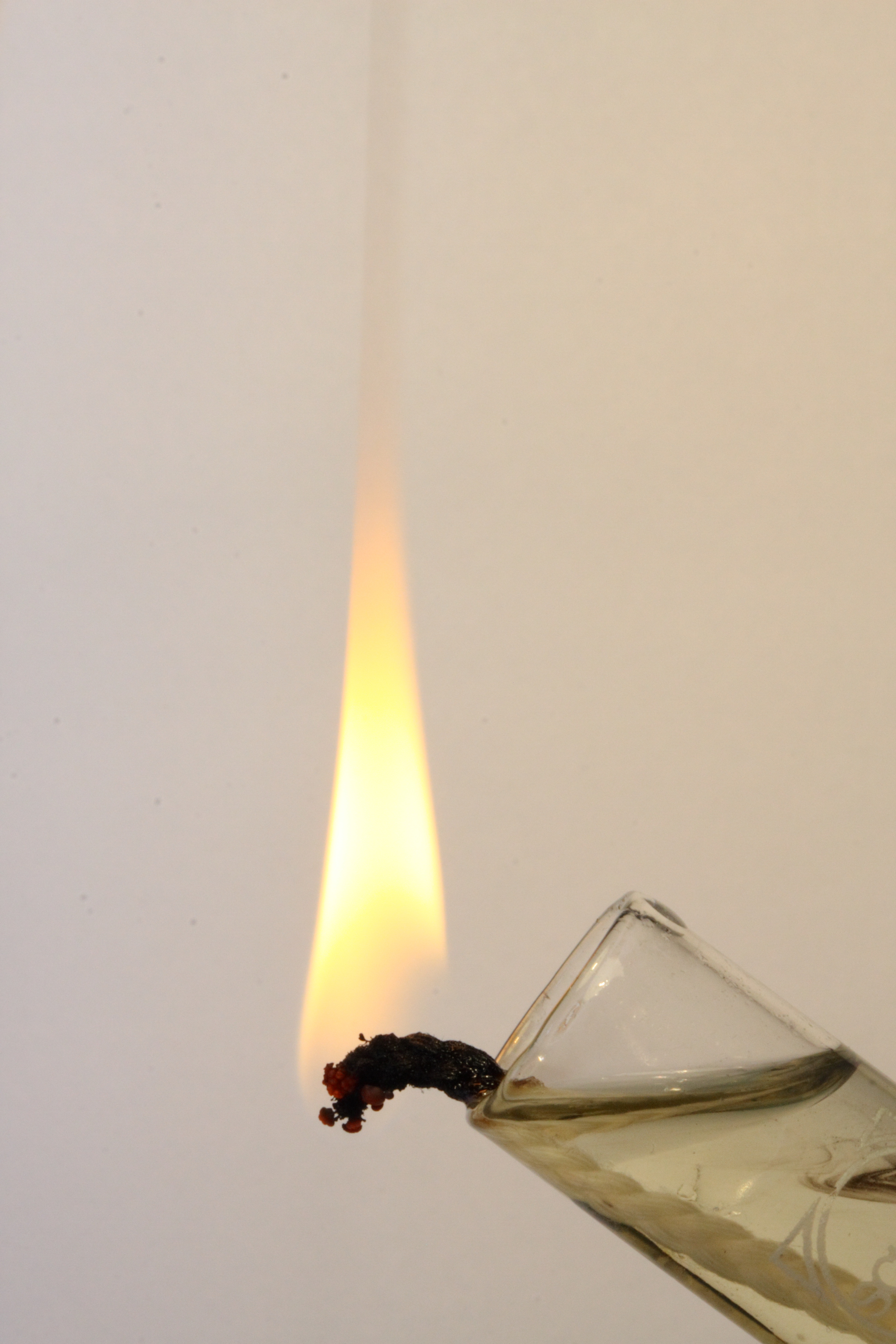
Pflanzenöl verbrennt an einem Docht mit rußender Flamme

Pflanzenöle finden vielfältige Verwendung, so unter anderem als
- Nahrungsmittel, Speiseöl (z. B. Salatöl, Margarine)
- Kosmetikrohstoff (in Kosmetikprodukten wird es in der Liste der Inhaltsstoffe als VEGETABLE OIL (INCI)[13] angegeben)
- Grundstoff für die chemische Industrie (Oleochemie)
- Grundstoff für die Herstellung von Ölfarben und Firnisse
- Biogener Schmierstoff
- Biokraftstoff (Pflanzenölkraftstoff oder, nach Weiterverarbeitung, Biodiesel oder Hydriertes Pflanzenöl)
- Brennstoff in Pflanzenölbrennern, Pflanzenölkochern oder Öllampen
- Medizinal